# № 61 (Ржавый и голубой)
«№ 61 (Ржавый и голубой)» (англ. No. 61 (Rust and Blue)) — картина американского художника Марка Ротко, ведущего представителя абстрактного экспрессионизма, написанная в 1953 году. Впервые полотно было выставлено в 1961 году в Нью-Йоркском музее современного искусства. На данный момент оно находится в Музее современного искусства Лос-Анджелеса.

## Участие в выставках
| Год       | Название выставки                                               | Место проведения | Даты выставки |
| --------- | --------------------------------------------------------------- | --- | --- |
| 1961      | «Mark Rothko»                                                   | Музей современного искусства, Нью-Йорк | 18 января — 12 марта                                                                                                |
| 1961      | «Mark Rothko: A Retropspective Exhibition, Paintings 1945−1960» | Галерея Уайтчепел, Лондон Городской музей, Амстердам Дворец изящных искусств, Брюссель Kunsthalle Basel, Базель                                                                 | 10 октября — 12 ноября 24 ноября — 27 декабря 6 января — 29 января 3 марта — 8 мая                                  |
| 1962—1963 | «Mark Rothko»                                                   | Национальная галерея современного искусства, Рим Музей современного искусства, Париж                                                                                            | 27 апреля — 20 мая 5 декабря — 13 января                                                                            |
| 1971—1972 | «Mark Rothko»                                                   | Кунстхаус, Цюрих Новая национальная галерея, Берлин Кунстхалле, Дюссельдорф Музей Бойманса-ван Бёнингена, Роттердам Галерея Хейворд, Лондон Музей современного искусства, Париж | 21 марта — 9 мая 26 мая — 19 июля 24 августа — 3 октября 20 ноября — 2 января 2 февраля — 12 марта 23 марта — 8 мая |